# Euryzygomatomys guiara
Euryzygomatomys guiara és una espècie de mamífer rosegador de la família de les rates espinoses. Viu al nord-est de l'Argentina, el sud-oest del Brasil i el sud del Paraguai. El seu hàbitat natural són els boscos de bambú. Es considera que és una espècie rara. La Unió Internacional per a la Conservació de la Natura la categoritza juntament amb l'espècie E. spinosus, tot i que reconeix que les dades citogenètiques no donen suport a aquesta classificació.